# Chesneya linczevskyi
Chesneya linczevskyi är en ärtväxtart som beskrevs av Antonina Georgievna Borissova. Chesneya linczevskyi ingår i släktet Chesneya och familjen ärtväxter. Inga underarter finns listade i Catalogue of Life.